# Združenje evropskih nogometnih zvez
Združenje evropskih nogometnih zvez (angleško Union of European Football Associations, kratica UEFA/Uefa), v slovenskih medijih znano kot Evropska nogometna zveza, je organizacija, ki povezuje evropski nogomet. Je ena izmed šestih celinskih konfederacij svetovne nogometne upravne organizacije FIFA. Združuje 55 nacionalnih zvez.  
Uefa predstavlja nacionalne nogometne zveze v Evropi, organizira evropsko prvenstvo ter ligo prvakov, ligo Evropa/evropsko ligo in konferenčno ligo. Nadzoruje denarne nagrade, predpise in pravice medijev na teh tekmovanjih.
Do leta 1959 je bil glavni sedež Uefe v Parizu, kasneje v Bernu, od leta 1995 je v Nyonu v Švici. Prvi generalni sekretar je bil Henri Delaunay, prvi predsednik pa Ebbe Schwartz. Trenutni predsednik je Aleksander Čeferin.

## Zgodovina
UEFA je bila ustanovljena 15. junija 1954 v Baslu v Švici po posvetovanju med italijansko, francosko in belgijsko zvezo. Najprej jo je sestavljalo 25 članov.  

## Člani
| - Albanija - Andora - Armenija - Avstrija - Azerbajdžan - Belorusija - Belgija - Bosna in Hercegovina - Bolgarija - Hrvaška - Ciper - Češka - Danska - Anglija | - Estonija - Ferski otoki - Finska - Francija - Gruzija - Nemčija - Gibraltar - Grčija - Madžarska - Islandija - Irska - Izrael - Italija - Kazahstan | - Kosovo - Latvija - Lihtenštajn - Litva - Luksemburg - Makedonija - Malta - Moldavija - Črna gora - Nizozemska - Severna Irska - Norveška - Poljska - Portugalska | - Romunija - Rusija - San Marino - Škotska - Srbija - Slovaška - Slovenija - Španija - Švedska - Švica - Turčija - Ukrajina - Wales |